# Denkmalgeschützte Objekte im Bezirk Kitzbühel
Im Bezirk Kitzbühel bestehen 310 denkmalgeschützte Objekte. Die unten angeführte Liste führt zu den Gemeindelisten und gibt die Anzahl der Objekte an.
| Gemeindeliste           | Objektanzahl |
| ----------------------- | ------------ |
| Aurach bei Kitzbühel    | 16           |
| Brixen im Thale         | 9            |
| Fieberbrunn             | 11           |
| Going am Wilden Kaiser  | 9            |
| Hochfilzen              | 5            |
| Hopfgarten im Brixental | 24           |
| Itter                   | 9            |
| Jochberg                | 17           |
| Kirchberg in Tirol      | 19           |
| Kirchdorf in Tirol      | 11           |
| Kitzbühel               | 70           |
| Kössen                  | 24           |
| Oberndorf in Tirol      | 5            |
| Reith bei Kitzbühel     | 6            |
| St. Jakob in Haus       | 7            |
| St. Johann in Tirol     | 31           |
| St. Ulrich am Pillersee | 7            |
| Schwendt                | 8            |
| Waidring                | 14           |
| Westendorf              | 8            |